# Хіджаб

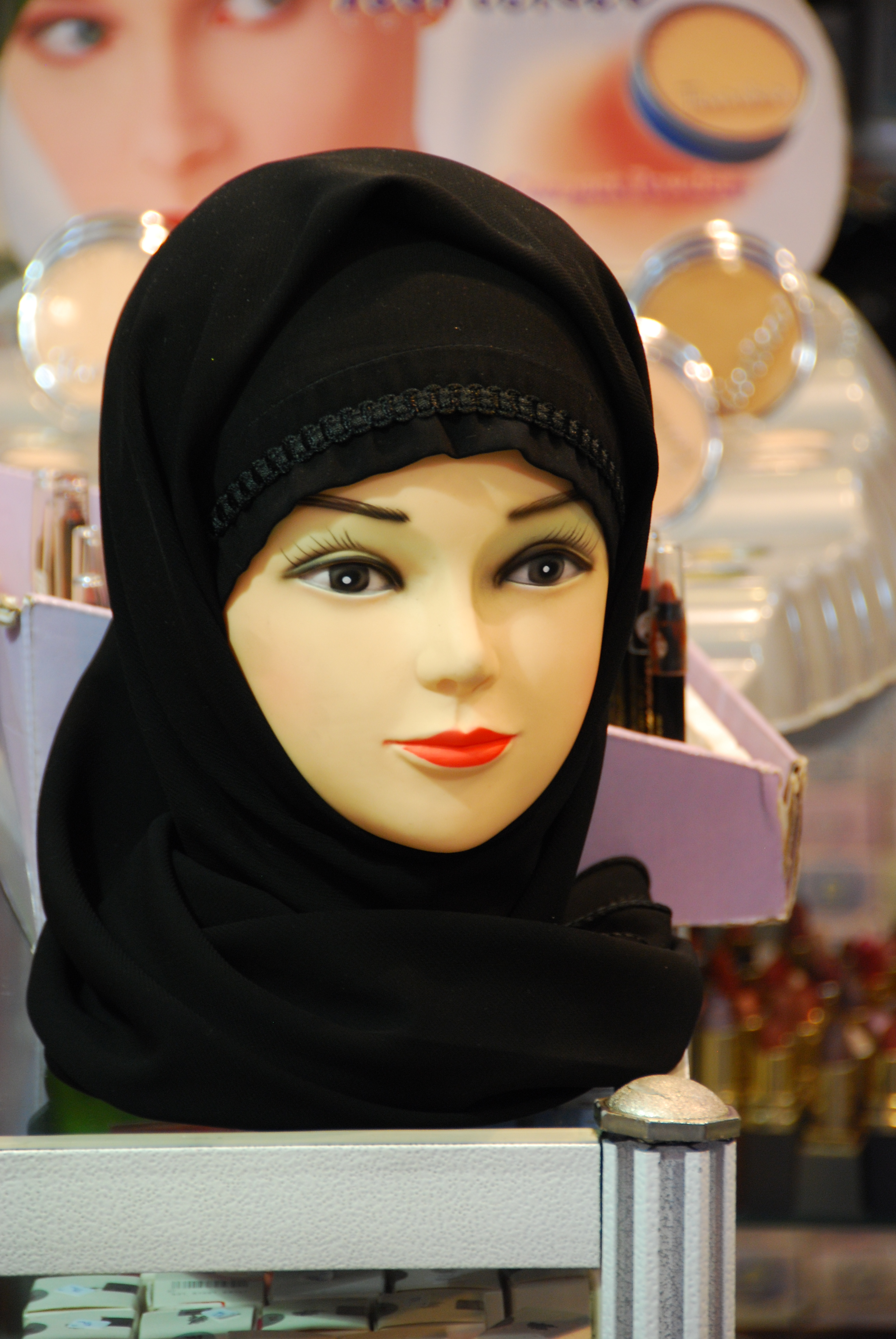
Типовий хіджаб на голові манекена.

Хіджа́б (араб. حجاب — покривало, завіса) — жіночий одяг в ісламі, головне призначення якого — приховати фігуру, обриси тіла жінки. Хоча хіджаб передбачає покриття всього тіла та голови, крім обличчя та долонь (саме така форма є обов'язковою), нерідко мусульманки закривають навіть обличчя та долоні.
Носіння хіджаба не є нововведенням ісламського законодавства (шаріату) — воно було у приписах і до появи ісламу. Навіть у християн за неносіння головного покривала було заведене покарання. Неносіння хіджаба вважається гріхом, тому мусульмани, котрі дотримуються законів релігії, часто виступають на захист хіджаба.
За неносіння хіджаба в ряді мусульманських суспільств передбачене покарання (т. зв. поліція моралі, див. Жінки при Талібані та Магса Аміні). Законодавство деяких країн (Туніс, Франція) забороняє носити хіджаб у громадських закладах (таких, як школи й університети), а також у державних установах.

## Етимологія
Арабське слово хіджаб (араб. حجاب) — це віддієслівний іменник, що походить від дієслова ﺣَﺠَﺐَ (хаджаба), від трилітерного кореня ح ج ب (H-J-B), який утворює великий клас слів, які переважно пов’язані з поняттями приховати, приховати, заблокувати.

## В ісламському писанні

### Коран
В аятах Корану, що стосуються дрескодів, використовується термін хімар, що перекладається як «покривало» англійською мовою (але, на думку деяких, головний убір) і джильбаб (сукня або плащ), а не хіджаб. Приблизно шість віршів конкретно стосуються того, як жінка повинна одягатися і ходити в громадських місцях. Мусульманські вчені розійшлися в думках щодо того, як слід застосовувати ці вірші: одні стверджували, що хустка потрібна, а інші стверджували, що хустка не потрібна. Найяскравіші вірші про вимогу скромного одягу — сура 24:30–31, яка говорить як чоловікам, так і жінкам одягатися та поводитися скромно, з більш детальною інформацією про скромний одяг, зосередженою на жінках.
˹О Пророк!˺ Скажи віруючим чоловікам, щоб опустили свої погляди і берегли свою цнотливість. Для них це чистіше. Воістину, Аллах знає те, що вони роблять. І скажи віруючим жінкам, щоб вони опускали свої погляди і берегли свою цнотливість, і не показували своїх прикрас, крім того, що зазвичай здається. Нехай вони закривають свої покривала на своїх грудях і не відкривають своїх «прихованих» прикрас, крім своїх чоловіків, своїх батьків, своїх тестів, своїх синів, своїх пасинків, своїх братів, синів своїх братів або синів сестер, їхніх співвітчизниць, тих ˹невільниць˺ у їхньому володінні, чоловіків-слуг без бажання, або дітей, які ще не знають про жіночу наготу. Нехай вони не тупотять ногами, звертаючи увагу на свої приховані прикраси. Зверніться до Аллаха в покаянні всі разом, о віруючі, щоб ви досягли успіху.— Сура Ан-Нур:30–31
Слово хімар у контексті цього вірша перекладається як просто «покривало», яке використовується для людей. Такі головні убори носили жінки в Аравії з приходом ісламу в основному для захисту від спекотного сонця і пустелі. 
Коран 33:59 каже Мухаммеду попросити членів своєї родини та інших мусульманок носити верхній одяг, коли вони виходять, щоб їх не турбували:
О Пророк! Попросіть своїх дружин, дочок і віруючих жінок натягнути свої плащі на своє тіло. Таким чином є більша ймовірність того, що їх визнають «чеснотними» і не зазнають переслідувань. Та Аллах — Всепрощаючий, Милосердний.— 33:59
Ісламські коментатори загалом погоджуються, що цей вірш стосується сексуальних домагань до жінок Медіни. Також видно, що воно відноситься до вільної жінки, для чого Табарі цитує Ібн Аббаса. Ібн Касір стверджує, що джилбаб відрізняє вільних мусульманських жінок від джагіліїв, тому інші чоловіки знають, що вони вільні жінки, а не рабині чи повії, вказуючи на те, що покривання не стосується немусульман. Він цитує коментар Суф’яна аль-Таврі про те, що хоча це можна розглядати як дозвіл дивитися на немусульманських жінок, які прикрашають себе, це заборонено, щоб уникнути хтивості. Аль-Куртубі погоджується з Табарі щодо того, що цей аят призначений для тих, хто вільний. Він повідомляє, що правильним є те, що джилбаб покриває все тіло. Він також цитує Сахабу, в якій говориться, що це не довше, ніж ріда (шаль або обгортка, яка покриває верхню частину тіла). Він також повідомляє про думку меншості, яка вважає нікаб або головний убір джилбабом. Ібн Арабі вважав, що надмірне покриття унеможливить впізнання жінки, про що згадується у вірші, хоча і Куртубі, і Табарі погоджуються, що слово «розпізнавання» означає розрізнення вільних жінок.:111–113
Деякі вчені, а саме Ібн Хайян, Ібн Хазм and Насируддін аль-Албані поставили під сумнів загальне пояснення аяту. Хайян вважав, що «віруючі жінки» стосуються як вільних жінок, так і рабів, оскільки останнім легше спокушати хіть, і їх виключення чітко не вказано. Хазм також вважав, що це охоплює рабів-мусульман, оскільки це порушує закон про заборону розбещення рабині чи блуду з нею, як із вільною жінкою. Він заявив, що все, що не приписується Мухаммаду, слід ігнорувати.:114
Слово хіджаб у Корані відноситься не до жіночого одягу, а до просторової перегородки або завіси. Іноді його вживання є буквальним, як у вірші, який стосується ширми, яка відокремлювала дружин Мухаммеда від відвідувачів його дому (33:53), тоді як в інших випадках це слово означає розділення між божеством і смертними (42:51), грішниками. і праведні (7:46, 41:5), віруючі і невіруючі (17:45), і світло від темряви (38:32).
Інтерпретації хіджабу як відокремлення можна класифікувати на три типи: як візуальний бар’єр, фізичний бар’єр та етичний бар’єр. Візуальний бар'єр (наприклад, між родиною Мухаммеда та навколишньою громадою) слугує для того, щоб щось приховати від очей, що робить акцент на символічній межі. Фізичний бар'єр використовується для створення простору, який забезпечує комфорт і приватність для окремих осіб, наприклад, для елітних жінок. Етичний бар'єр, такий як вираження чистоти сердець щодо дружин Мухаммеда та чоловіків-мусульман, які їх відвідують, робить щось забороненим.

### Хадис
Джерела хадисів уточнюють деталі хіджабу для чоловіків і жінок, виклад віршів Корану, які приписуються сахабу, і є основним джерелом, яке використовували мусульманські вчені-правознавці для отримання своїх рішень Про це повідомляється в Сахіх аль-Бухарі з авторитету Аїші:
«Умар ібн аль-Хаттаб казав Посланнику Аллаха (ﷺ) «Нехай ваші дружини будуть закриті». Але він цього не зробив. Дружини Пророка (ﷺ) виходили на поклик природи вночі лише в Аль-Манасі». Одного разу Сауда, дочка Зами, вийшла, і вона була високою жінкою. «Умар ібн Аль-Хаттаб побачив її, коли був на зборах, і сказав: «Я впізнав тебе, о Сауда!» Він (Умар) сказав так, оскільки він хвилювався щодо деяких Божественних наказів щодо покривала (покривання жінок). Тому Аллах відкрив вірш про покривання. (Аль-Хіджаб; повне покриття тіла, за винятком очей).
Аїша також повідомила, що коли Коран 24:31 було відкрито,
... чоловіки Ансар пішли до жінок Ансар і прочитали їм слова, які відкрив Аллах. Кожен чоловік читав своїй дружині, дочці, сестрі та іншим родичкам. Кожна жінка з них встала, взяла свою прикрашену обгортку і закуталася в неї з віри в те, що відкрив Аллах. Вони з'явилися позаду Посланника Аллаха закутаними, наче ворони на їхніх головах.:118
Подібним хадисом є Абу Дауд Шаблон:Hadith-usc, який описує, що у відповідь на ці вірші «жінки Ансар вийшли так, наче ворони висять у них над головами». Хоча ці перекази стосуються чорного одягу («ворони на їхніх головах»), інші перекази вказують на те, що дружини пророка також носили інші кольори, наприклад жовтий або рожевий.:124
Інші хадиси про хіджаб становлять:
- Розповіла Сафія бінт Шайба: «Айша говорила: «Коли (вірш): «Вони повинні натягнути свої покривала (хімаар) на груди (джуюб),» було виявлено, (жінки) розрізали свої поясні простирадла по краях і закривалися (арабська فَاخْتَمَرْنَ, дос. ««надягати хіджаб»») відрізаними шматками». Шаблон:Hadith-usc, Шаблон:Hadith-usc. Цей хадис часто перекладається як "...і покривали свої голови та обличчя відрізаними шматками тканини",[19] оскільки арабське слово, використане в тексті (араб. فَاخْتَمَرْنَ), могло включати або виключати обличчя, і був їхтіляф щодо того, чи є закриття обличчя фард чи обов’язковим. Найвидатнішим шархом, або поясненням, Сахіх Бухарі є Фатх аль-Барі, де стверджується, що це включало обличчя.
- Ях'я передав мені від Маліка від Мухаммада ібн Зайда ібн Кунфуда, що його мати запитала Умм Саламу, дружину Пророка, хай благословить його Аллах і вітає: «Який одяг жінка може носити під час молитви?» Вона сказала: «Вона може молитися в хімарі (хустці) і дірі» (арабська الدِّرْعِ, дос. «щит, арматура», перекл. «жіночий одяг»), який тягнеться вниз і покриває верхню частину її ніг». Муватта Імам Малік, книга 8, хадис 37.
- Айша передала, що Посланник Аллаха сказав: «Салят (молитва) жінки, яка досягла віку менструації, не приймається без хімару». Джамі ат-Тірмізі 377.

## Країни, де носіння хіджабу є обов'язковим
Першою серед таких країн є Саудівська Аравія, в якій жінки повинні обов'язково носити хіджаб тільки чорного кольору разом із нікабом. У цій країні хіджаб і нікаб називаються «ісламським одягом».
Також носіння хіджаба є обов'язковим в Іран, де його ще називають «чадра». В 2023 році Іран подвоїв зусилля, щоб зобов’язати жінок носити хіджаб, попри постійні акти непокори жінок ісламському дрес-коду.
У кількох мусульманських країнах світу, серед яких Афганістан, Ірак, Малайзія та Судан, форми одягу жінок чітко прописані в законодавстві.

## В інших країнах
2024 року в Таджикистані президент Емомалі Рахмон заборонив продаж та носіння одягу, «чужої національної культури», зокрема, хіджабу.

## В культурі
У листопаді 2017 року компанія Mattel представила нову ляльку Барбі у хіджабі, прототипом якої стала американська фехтувальниця Ібтіхадж Мухаммад, що виступала на Олімпіаді в Ріо-де-Жанейро в традиційному мусульманському одязі та здобула бронзову медаль.